# قهرمانی کشتی جهان ۱۹۰۸
قهرمانی کشتی جهان ۱۹۰۸ چهارمین دوره از رقابت‌های قهرمانی جهان می‌باشد که از ۸ تا ۹ سپتامبر ۱۹۰۸ در وین، سیسلتنیا، اتریش-مجارستان برگزار گردید.

## جدول مدال‌ها
| رتبه           | کشور           | طلا | نقره | برنز | مجموع |
| -------------- | -------------- | --- | ---- | ---- | ----- |
| ۱              | اتریش          | ۱   | ۲    | ۱    | ۴     |
| ۲              | دانمارک        | ۱   | ۰    | ۱    | ۲     |
| مجموع (۲ کشور) | مجموع (۲ کشور) | ۲   | ۲    | ۲    | ۶     |

## خلاصه مدال‌ها

### فرنگی مردان
| رویداد | طلا                    | نقره                    | برنز                         |
| ۷۵ ک‌گ  | Bob Diry · اتریش       | Alois Toduschek · اتریش | Harald Christensen · دانمارک |
| ۷۵+ ک‌گ | Hans Egeberg · دانمارک | Josef Rossum · اتریش    | Josef Panzer · اتریش         |